# Guerre celtibere
Per guerre celtibere, o celtiberiche, si intendono una serie di conflitti, di cui tre principali, combattuti dal 181 a.C. al 133 a.C., fra Roma e i popoli celtiberi per la definitiva affermazione e il consolidamento del dominio romano nell'Hispania centro-settentrionale. In un'accezione più ristretta, ma meno storicamente accreditata, vengono indicate come celtibere solo le ultime due di tali guerre, comprese rispettivamente fra il 153-151 a.C. e il 143-133 a.C. e conclusesi con la capitolazione e la distruzione della città di Numanzia, ultima roccaforte della resistenza celtibera, da parte dei Romani.

## Origini

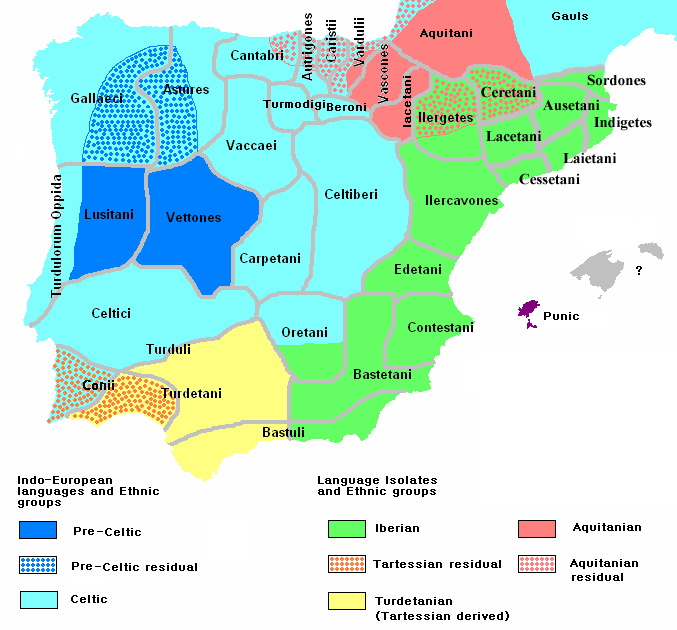
Principali are linguistiche e popoli dell'Antica Iberia, con le Lingue celtiche evidenziate in azzurro e le altre Lingue indoeuropee in blu, circa 200 a.C.

Al termine della II guerra punica, Roma afferma il suo dominio diretto sulla quasi totalità dell'Hispania mediterranea, abitata all'epoca da popolazioni iberiche. È del 197 a.C. la divisione di tale territorio in due province, governate da altrettanti pretori, la Hispania Citerior e la Hispania Ulterior. Qualche anno più tardi, la venuta di Marco Porcio Catone alla testa di un forte contingente, insieme alle grandi capacità diplomatiche del Censore, permette l'espansione del dominio romano nella valle dell'Ebro e nei Pirenei centrali e orientali (195-194 a.C.). L'Hispania Citerior viene a trovarsi, a seguito di tali ampliamenti territoriali, a ridosso delle regioni abitate dalle popolazioni celtibere, costituite da etnie di varia origine e procedenza, ma di lingua celtica, fortemente influenzate dalla più progredita civiltà degli Iberi (dai quali hanno appreso il sistema di scrittura e le tecniche di coniazione).
La penetrazione romana in Celtiberia, riveste inizialmente un carattere pacifico, traducendosi spesso in accordi bilaterali ed alleanze con le città-stato locali. Col passare degli anni le autorità romane avvertono però l'esigenza di mantenere in Hispania, territorio ricco di risorse minerarie e strategicamente importante per il controllo del Mediterraneo occidentale e dell'Africa, un esercito numeroso e un apparato burocratico sempre più capillare. Si iniziano pertanto a richiedere alle popolazioni locali, anche celtibere, il pagamento di tributi e prestazioni onerose, ivi compreso l'obbligo di reclutare e mantenere milizie armate. Agli inizi del secondo decennio del II secolo a.C. il malcontento inizia a diffondersi fra i Celtiberi della media valle dell'Ebro, nella città di Calagurris e nelle zone limitrofi, prendendo le forme di una ribellione armata fra il 188 e il 187 a.C. Lucio Manlio Acidinio, inviato con un esercito sul posto, si rende conto che l'insurrezione è circoscritta a un territorio limitato e preferisce reprimerla con le arti della diplomazia, più che con la forza delle armi. Calagurris perde però la propria autonomia e viene definitivamente annessa alla Provincia romana dell'Hispania Citerior. I Celtiberi prendono coscienza che la tutela romana si sta facendo sempre più ingombrante e che può trasformarsi in qualsiasi momento in un vero e proprio dominio diretto.
| Moneta coniata nella città celtibera di Bilbilis: fine II - inizio I secolo a.C. | Moneta coniata nella città celtibera di Bilbilis: fine II - inizio I secolo a.C. |
| -------------------------------------------------------------------------------- | -------------------------------------------------------------------------------- |
|                                                                                  |                                                                                  |
| Testa maschile volta a destra; dietro M, avanti delfino                          | Cavaliere con lancia. In esergo BILBILIS in caratteri iberici                    |
| Æ; (unità, 13,16 g)                                                              |                                                                                  |

## Le Guerre

### Prima guerra celtibera
La prima grande rivolta scoppia sei anni più tardi, nel 181 a.C. A prendere le armi sono i Celtiberi che vivono in prossimità dell'Hispania romana e cioè i Lusoni, delle vallate del Jiloca e del Jalón, appoggiati dai Titti e dai Belli stanziati nell'odierna Aragona centro-occidentale e sud-occidentale. Il console Quinto Fulvio Flacco, interviene in zona con un forte esercito ed espugna alcune città dei Lusoni fra cui la munitissima Contrebia Belaisca riportando le tribù indigene all'obbedienza. Nel 179 a.C. viene sostituito da Tiberio Sempronio Gracco che entra in Celtiberia proveniente dal sud peninsolare (Betica). Dopo aver liberato la città di Caravis, alleata di Roma e assediata dai Lusoni, si scontra con un esercito celtibero nelle vicinanze del massiccio del Moncayo, riportando una netta vittoria. La pace, sollecitata dalla coalizione celtibera viene pagata a caro prezzo: le tribù ribelli sono costrette al pagamento di un pesante tributo annuale e a mantenere vari contingenti di milizie armate.

### Guerre numantine
Il termine guerra numantina può riferirsi all'intero conflitto in Numanzia che è durato dal 154 al 133 a.C. (seconda e terza guerra celtibera) oppure solo all'ultima parte (terza guerra celtibera) dal 143 al 133 a.C. Per questo i due conflitti sono a volte chiamati al plurale guerre numantine e divise in una prima e una seconda guerra numantina, anche chiamate rispettivamente seconda e terza guerra celtibera.

#### Seconda guerra celtibera

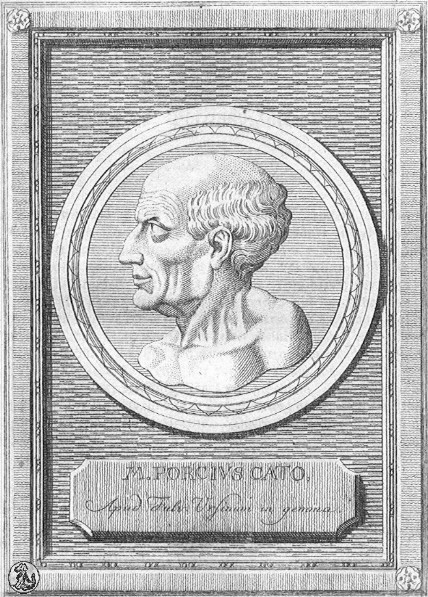
Marco Porcio Catone

Nel 154 a.C. nella città di Segeda, uno dei più importanti centri urbani dei celtiberi Belli, si iniziano a costruire nuove fortificazioni e una più poderosa cinta muraria. Roma ritiene che in tal modo siano stati violati gli accordi del 179 a.C. e intima l'arresto dei lavori che invece proseguono fino alla primavera del 153 a.C., quando Quinto Fulvio Nobiliore, alla testa di un esercito romano sconfigge, non lontano da Segeda, un forte contingente reclutato sia fra i Belli che fra i Titti, loro alleati. La sorte di Segeda è segnata, e la massima parte dei suoi abitanti la abbandona per rifugiarsi nella città di Numanzia, capitale del popolo celtibero degli Arevaci. Le operazioni militari vengono interrotte, non solo perché i ribelli hanno nel frattempo manifestato l'intenzione di addivenire a patti con Roma, ma anche e soprattutto a causa della rivolta antiromana scoppiata in Lusitania, che rischia di coinvolgere anche l'estremo sud dell'Hispania Ulterior e di raccordarsi in qualche modo con la guerra che si sta combattendo contro i Celtiberi nell'Hispania centrale.
Nel 152 a.C. Marco Claudio Marcello sostituisce Quinto Fulvio Nobiliore nella conduzione del conflitto imprimendo ad esso una svolta decisiva. Fronte prioritario diviene la Lusitania e per questo egli stabilisce i suoi quartieri d'inverno a Cordova, mentre sia le tribù celtibere in lotta, che quelle rimaste fedeli a Roma, inviano loro ambasciatori nell'Urbe. Il senato delibera la prosecuzione della guerra. Nonostante i successi diplomatici di Marco Claudio Marcello (le città celtibere ribelli di Nertobriga e Ocilis si riconciliano con Roma) la guerra torna a marcare il passo. La rivolta in Lusitania continua infatti ad assorbire uomini e risorse, e nell'alta valle del Duero il popolo dei Vaccei, di probabile origine celta, inizia a dare segni di inquietudine. Accampatosi alle porte di Numanzia, il generale romano viene a patti con gli Arevaci che vivono in città e nella regione circostante. Tali patti, che in pratica prevedono il pagamento di una modesta indennità di guerra a Roma e il ripristino degli accordi del 179 a.C. saranno successivamente stipulati anche con i Lusoni, i Belli, i Titti e le altre tribù celtibere (151 a.C.). La pace raggiunta permette a Lucio Licinio Lucullo e Publio Cornelio Scipione Emiliano, successori di Marco Claudio Marcello, di scatenare una guerra preventiva nel paese dei Vaccei, conquistando le città di Cauca e Intercatia e saccheggiando sistematicamente le campagne e le piccole borgate agricole.

#### Terza guerra celtibera

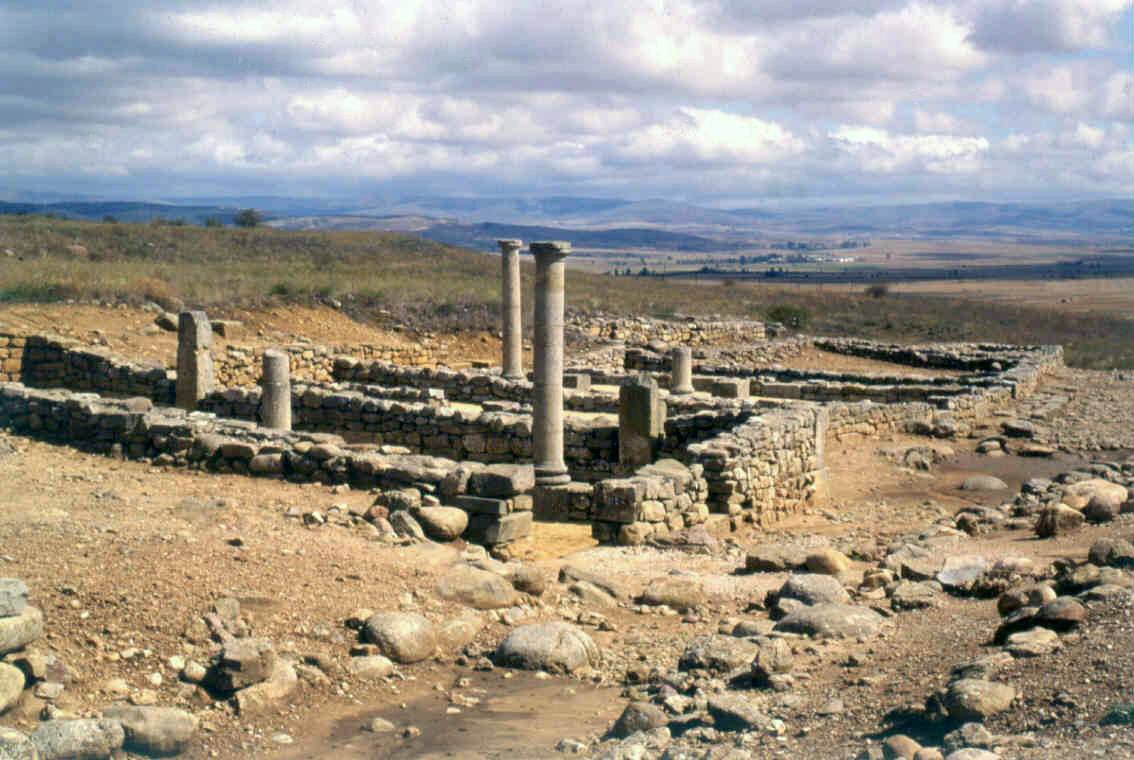
Strada di Numantia (epoca romana)

Nel 143 a.C., spinti dall'esempio e dai successi riportati da Viriato, i Celtiberi denunciano gli accordi del 179 a.C. e del 151 a.C. e riprendono le armi contro Roma. Quinto Cecilio Metello Macedonico, alla testa di un forte esercito, viene inviato per sedare la rivolta. Il generale romano riporta alcuni importanti successi, fra cui l'occupazione, dopo lungo assedio, delle città di Centobriga e di Contrebia Carbica. Nel 141 a.C. viene sostituito da Quinto Pompeo che dopo avere espugnato Tiermes si dirige verso Numanzia non riuscendo però a espugnarla. Nel 139 a.C. Marco Popilio Lenate prende il posto di Quinto Pompeo e saccheggia le terre dei Vaccei e della tribù celtibera dei Lusoni. Un nuovo tentativo di impossessarsi di Numanzia da parte del generale romano Gaio Ostilio Mancino, nel 137 a.C., si infrange contro la resistenza della popolazione della città. Mancino addiviene a patti con gli Arevaci, sottoscritti dal suo questore, il giovanissimo Tiberio Sempronio Gracco, che però il senato romano non riconosce, perché giudicati disonorevoli. Nei successivi due anni il fronte celtibero resta relativamente tranquillo: Roma è infatti impegnata nella definitiva pacificazione della Lusitania (136 a.C.) e nelle interminabili lotte contro i Vaccei (135 a.C.). Con la definitiva liquidazione della prima e più importante sacca di resistenza, la Celtiberia viene oramai quasi interamente accerchiata dal suo poderoso avversario latino.
Nel 134 a.C. viene richiamato in Hispania Publio Cornelio Scipione Emiliano, console per la seconda volta, nonostante non siano ancora passati i dieci anni prescritti dalla normativa romana per poter essere nuovamente eleggibile. Lo accompagnano Gaio Mario, allora ventitreenne, il principe numida Giugurta che porta con sé dodici elefanti e si distingue per il proprio valore, e il massimo storico del tempo, il greco Polibio, consigliere e amico personale del vincitore di Cartagine. Scipione Emiliano si rende conto che Numanzia rappresenta il perno del sistema difensivo arevaco e più in generale celtibero, e va espugnata con tutte le forze disponibili. Devasta, come i suoi predecessori, il paese dei Vaccei e ne distrugge i raccolti per timore che possano essere utilizzati per rifornire i Celtiberi e in autunno cinge d'assedio la città. Dopo quasi un anno di strenua resistenza, assurta fin da allora a una dimensione quasi mitica, con la popolazione falcidiata dall'inedia e dalle infermità, Numanzia capitola, e con essa la ribellione arevaca e delle altre popolazioni insorte (133 a.C.). La terza ed ultima guerra celtibera è definitivamente terminata e Roma impone la sua signoria sulla massima parte della penisola iberica.